# Схофс, Люкас
Люкас Схофс (нидерл. Lucas Schoofs; род. 3 января 1997, Курсел, Беринген, Бельгия) — бельгийский футболист, полузащитник клуба «Ломмел».

## Клубная карьера
Люкас Схофс родился 3 января 1997 года в деревне Курсел, входящей в состав коммуны Беринген.
Является воспитанником клуба «Ломмел Юнайтед», предшественника клуба «Ломмел», в составе которого он выступал за молодёжные команды. 27 апреля 2014 года дебютировал за основу в последней игре сезона 2013/14 против «Сент-Трюйдена». В сезоне 2014/15 был включен в заявку команды на сезон. Первый гол в карьере был забит 30 августа 2014 года в матче против «Руселаре».
29 августа 2015 года перешел в «Гент», за который не сыграл ни одного официального матча. «Гент» предпочёл отправить игрока в аренду в бывший клуб, а затем в «Ауд-Хеверле Лёвен» и .НАК Бреда.
2 сентября 2019 года перешёл в «Хераклес», подписав с клубом контракт на один год с возможностью продления на сезон. 5 сентября дебютировал за вторую команду «Хераклеса». За основной состав дебютировал 29 февраля 2020 года в матче чемпионата против АДО Ден Хааг. В мае 2021 года продлил контракт с клубом до 2024 года. За четыре сезона в клубе провел 104 матча во всех турнирах.
1 июля 2023 года вернулся в «Ломмел», заключив четырёхлетний контракт.

## Карьера в сборной
С 2015 по 2016 год провёл 7 матчей за сборную Бельгии до 19 лет. Дебютировал 21 января 2015 года в товарищеском матче против Италии, выйдя на замену вместо Марко Вейманса.